# Referéndum presidencial de Dahomey de 1968
Un referéndum sobre la candidatura presidencial de Émile Derlin Henri Zinsou se llevó a cabo en la República de Dahomey el 28 de julio de 1968. Los resultados de la elección presidencial previa fueron anulados por falta de participación.
El gobierno militar designó a Zinsou como presidente el 17 de julio. Medida inusual, teniendo en cuenta que Zinsou era un acérrimo antimilitarista. Zinsou aceptó con la condición de que se realizara un referéndum relativo a su candidatura. La presidencia de Zinsou fue apoyada por el 76.4% de los votantes, con una participación del 72.6%.

## Resultados
| Elección                           | Votos     | %    |
| ---------------------------------- | --------- | ---- |
| Sí                                 | 630.018   | 76.4 |
| No                                 | 194.789   | 23.6 |
| Votos en blanco/anulados           | 3.269     | –    |
| Total                              | 828.076   | 100  |
| Votantes registrados/participación | 1.140.378 | 72.6 |
| Fuente: Nohlen et al.              |           |      |